# Norman Atlantic
De Norman Atlantic was een roroferry die zowel passagiers als vracht kan vervoeren. Het schip was eigendom van de Italiaanse rederij Visemar di Navigazione SRL en werd gecharterd door een joint venture van ANEK Lines en Superfast Ferries.

## Brand op 28 december 2014

### Brand
Op 28 december 2014 brak er brand uit op het schip dat op weg was van Patras naar Ancona. Het vuur ontstond iets voor 6 uur op een autodek, ongeveer een half uur nadat het vaartuig de haven van Igoemenitsa had verlaten, waar het een tussenstop had gemaakt. Het bevond zich toen 44 zeemijl, 81 km, voor de kust van het Griekse eiland Korfoe en 33 zeemijl, 61 km, ten noordwesten van het eiland Othoni. Op het moment van het ongeluk had het schip 411 passagiers, 55 bemanningsleden (22 Italianen en 33 Grieken) en 222 voertuigen aan boord.

### Evacuatie
Een internationale reddingsoperatie onder leiding van de Italiaanse kustwacht kwam op gang. Volgens de Griekse minister van Defensie Nikos Dendias hadden de Italiaanse autoriteiten gereageerd op een Griekse hulpoproep en vervolgens de leiding van de reddingsoperatie overgenomen. De reddingsoperatie werd gecoördineerd vanop het Italiaanse schip Europa. Door de weersomstandigheden moesten de passagiers met een helikopter van boord worden gehaald, want andere schepen konden niet langszij komen. Het duurde 34 vluchten en 36 uur voordat alle passagiers van boord waren, daaronder waren naar verluidt drie Belgen en vier Nederlanders.

Twee Albanese zeelieden kwamen om het leven bij de bergingswerkzaamheden op zee. De veerboot is naar Brindisi afgesleept voor nader onderzoek. Aldaar aangekomen werd het onderzoek gehinderd door nog steeds aanwezige kleine brandhaarden, de zwarte doos werd echter geborgen. Halverwege februari 2015 is het wrak van de veerboot naar Bari versleept voor verder onderzoek. Volgens het onderzoeksrapport van het ministerie van Infrastructuur en Transport zijn er 23 personen overleden of vermist en 31 personen gewond geraakt.

## Onderzoek
Er is naar aanleiding van de brand een strafrechtelijk onderzoek aangekondigd door de Italiaanse justitie naar het handelen van twee bemanningsleden, twee werknemers van ANEK, de kapitein en de bouwer van het schip. Ook zal uit het Italiaanse onderzoek moeten blijken of de brand al dan niet is aangestoken. De Griekse justitie is een strafrechtelijk onderzoek gestart naar de gevolgde veiligheidsprocedures. De conclusies van het onderzoeksrapport van het minsterie van Infrastructuur en Transport waren o.a. de volgende:
- Er waren te veel koelvrachtwagens geladen op het schip, waardoor deze niet allemaal aangesloten konden worden op het elektriciteitsnet van de Norman Atlantic. De brand is waarschijnlijk gestart bij een van de koelwagens die nog draaide op zijn eigen dieselgenerator, wat verboden is. Tevens was het aansluiten van de koelwagens op het net gedaan door een onbevoegd bemanningslid.
- Er is veel tijd verloren gegaan, omdat meerdere bemanningsleden niet adequaat hebben gereageerd op signalen van rookontwikkeling en brand.
- De handelingen van de bemanning na het vaststellen van de brand waren ongecoördineerd, onder meer met betrekking tot het informeren van de passagiers en het gebruiken van de reddingsboten.
- Het paneel voor het aanzetten van het sprinklersysteem was onduidelijk, waardoor de noodzakelijke sprinklers niet zijn gebruikt.

## Afbeeldingen
|  |  |